# Jordi Arquer
Jordi Arquer i Saltor (Barcelone, 1907 - Perpignan, 1981) est un écrivain et homme politique catalan.

## Biographie
Né à Barcelone, Jordi Arquer s'engage activement en politique. Il participe à la constitution du Parti communiste catalan, il est un membre actif du Centre Autonomista de Dependents del Comerç i de la Indústria (CADCI) pendant la dictature de Miguel Primo de Rivera. En 1927, il est un des fondateurs du Cercle d’Estudis Marxistes. A la chute de la dictature, il devient un des fondateurs du Bloc Obrer i Camperol (BOC) - Bloc ouvrier et paysan - parti communiste anti-stalinien en 1930. Le BOC fusionnera en 1935 avec le parti Gauche communiste d'Espagne pour former le POUM, Parti ouvrier d'unification marxiste dont Jordi Arquer devient membre. Pendant la guerre civile, il dirige la colonne du POUM opérant sur le front de l'Aragon. 
Il écrit dans plusieurs journaux : L'Hora, Treball, La Batalla, Front, L' Espurna et La Terra (organe de l' Unió de Rabassaires i Altres Cultivadors del Camp de Catalunya).
Il fait partie des accusés lors du procès du POUM en octobre 1938.
En janvier 1939, il part en exil en France à Perpignan. Il devient un membre actif du Moviment Socialista de Catalunya. Il prend part à la résistance à Lyon en 1941 puis s'exile au Mexique en 1942 où il continue ses activités militantes et ses collaborations à des revues :  Endavant, L'Insurgent, Quaderns de l'exili , La Nostra Revista, Ressorgiment (revue mexicaine), Germanor (revue argentine)... Il revient en France en 1946 à Paris puis à Perpignan. En 1977, il réside temporairement à Barcelone.  
Il va réunir une importante bibliothèque sur la guerre civile espagnole et l'Espagne, acquise postérieurement par la Fondation Internationale d’Études Historiques et Sociales sur la Guerre Civile d’Espagne de 1936-1939 (FIEHS), établie à Perpignan mais constituée en Suisse. Derrière la FIEHS, il y a la Fondation Jaume Bofill, qui finançait ses fonds, les locaux, le personnel... La bibliothèque de Jordi Arquer, réunie au cours de son long exil au Mexique et en France est aujourd'hui dispersée dans plusieurs bibliothèques : la Biblioteca del Pavelló de la República de l'Université de Barcelone conserve la correspondance ainsi que les archives de Jordi Arquer, la Bibliothèque de l'Universitat de Lleida conserve un fonds de livres et la Bibliothèque Droit-Lettres de l'Université de Perpignan conserve un fonds de livres et un petit lot d'archives.

## Œuvres
- (ca) Los Comunistas ante el problema de las nacionalidades ibéricas, Barcelone, Panoramas Contemporáneos, coll. « Ediciones especiales de Panoramas contemporáneos », 1931, 61 p..
- (ca) De Pi i Margall, Barcelone, Edicions "l'Hora", 1931, 32 p..
- (ca) L’evolució del problema agrari a Rússia, Barcelone, Collecció Balagué, 1934, 93 p..
- (ca) Las interpretaciones del marxismo, Barcelone, Editorial Marxista, 1937, 35 p..
- (ca) Ode à Sant Jordi, Mexico, Ed. Biblioteca Estel, 1943.
- (ca) El futur de Catalunya i els deures polítics de l'emigració catalana, Mexico, Biblioteca catalana, 1943, 115 p..
- (ca) Fons Jordi Arquer : correspondencia (1939-1985), Catarroja, Afers, coll. « Els papers del Pavelló de la República », 2004, 115 p. (ISBN 84-95916-29-0).

## Traductions
Il est l'auteur de plusieurs traductions d'œuvres d'auteurs marxistes.
- Vladimir Ilitch Lénine, Joseph Staline, Nikolaï Boukharine, El Comunisme i la qüestió nacional i colonial, Edicions de l'Arc de Barà, 1930
- Magdaleine Marx (Magdeleine Marx-Paz), Una Gran huelga en los Estados Unidos,  Centro de Información Bibliográfica, 1932?
- Karl Marx, Crítica del programa de Gotha, Editorial Marxista, 1936